# Торе Ренцо (Козенца)
Торе Ренцо је насеље у Италији у округу Козенца, региону Калабрија.
Према процени из 2011. у насељу је живело 69 становника. Насеље се налази на надморској висини од 39 м.